# Stig André Berge
Stig André Berge "Szigga" (ur. 20 lipca 1983 w Oslo) – norweski zapaśnik walczący w stylu klasycznym. Trzykrotny olimpijczyk. Brązowy medalista z Rio de Janeiro 2016 w kategorii 59 kg. Zajął trzynaste miejsce w Londynie 2012 w wadze 60 kg i dziewiętnaste w Pekinie 2008, gdzie startował w tej samej kategorii.
Brązowy medalista mistrzostw świata w 2014. Wicemistrz Europy w 2007, 2018 i 2019. Dziewięć razy na podium mistrzostw nordyckich w latach 2005 - 2021. Dziewiąty na igrzyskach europejskich w 2015 roku.
Mistrz Norwegii w 2001, 2004, 2005, 2006, 2008 i w latach 2013-2019; drugi w 2000, 2002, 2007 i trzeci w 1999, 2010 i 2011 roku.

## Letnie Igrzyska Olimpijskie 2008
| Konkurencja                | Walki          | Walki                        | Klas. końcowa |
| Konkurencja                | Pierwsza runda | Druga runda                  | Miejsce       |
| -------------------------- | -------------- | ---------------------------- | ------------- |
| styl klasyczny, waga lekka | wolny los      | Nurbakyt Tengyzbajew (KAZ) P | XIX miejsce   |

## Letnie Igrzyska Olimpijskie 2012
| Konkurencja                | Walki          | Walki                | Klas. końcowa |
| Konkurencja                | Pierwsza runda | Druga runda          | Miejsce       |
| -------------------------- | -------------- | -------------------- | ------------- |
| styl klasyczny, waga lekka | wolny los      | Həsən Əliyev (AZE) P | XIII miejsce  |